# Жорновець
Жорновець, Жерновець — річка в Україні, у Коропському районі Чернігівської області. Ліва притока Десни (басейн Дніпра).

## Опис
Довжина річки приблизно 8 км.

## Розташування
Бере початок на південному сході від Райгородка. Тече переважно на північний схід через Жернівку, озеро Жерновець і впадає у річку Десну, ліву притоку Дніпра.